# سد كييوتاكي
سد كييوتاكي هو سد ترابي يقع في محافظة شيمانه في اليابان. يستخدم السد للسيطرة على الفيضانات. تبلغ مساحة مستجمعات المياه في السد 6.9 كيلومتر مربع. يحجز السد حوالي 9 هكتارات من الأرض عندما يمتلئ ويمكنه تخزين 835 ألف متر مكعب من المياه. بدأ بناء السد في عام 1971 واكتمل في عام 1984. 